# David Koren
David Koren (hebrejsky: דוד קורן, žil 8. června 1917 – 14. ledna 2011) byl izraelský politik a poslanec Knesetu za stranu Ma'arach.

## Biografie
Narodil se v Jeruzalému, kde vystudoval střední školu a učitelský seminář. Jeden rok studoval na univerzitě. Pracoval v podniku Dead Sea Works v Sodomě. Patřil mezi zakladatele kibucu Bejt ha-Arava. V roce 1946 byl zatčen mandátními úřady v Latrunu. Sloužil v izraelské armádě, kde působil jako velitel administrativní sekce vojenského letectva a jako instruktor u jednotek Nachal. Byl členem kibucu Gešer ha-Ziv.

## Politická dráha
Byl starostou Oblastní rady Sulam Cur a předsedou akademie Sde Boker. V izraelském parlamentu zasedl poprvé po volbách v roce 1969, do nichž šel za formaci Ma'arach. Působil jako člen výboru pro vzdělávání a kulturu, výboru pro záležitosti vnitra, výboru překladatelského a výboru finančního. Opětovně byl na kandidátce Ma'arach zvolen poslancem i po volbách v roce 1973. Byl členem výboru pro záležitosti vnitra a životního prostředí a výboru finančního. Ve volbách v roce 1977 mandát neobhájil.